# Budynek Komendy Wojewódzkiej PSP w Toruniu
Budynek Komendy Wojewódzkiej PSP w Toruniu – budynek administracyjny Komendy Wojewódzkiej Państwowej Straży Pożarnej w Toruniu, znajdujący się przy ul. Prostej 32.
Budynek został zaprojektowany w 1899 roku, a jego autorstwo przypisywane jest miejskiemu radcy budowlanemu, Brunonowi Gauerowi. Wzniesiono go w latach 1901–1903 i przeznaczono na siedzibę Miejskiej Straży Ogniowej, którą przeniesiono z Ratusza Staromiejskiego. W 1912 roku do wschodniej ściany budynku dobudowano niski pawilon warsztatowy, a w sześć lat później przyłączono dawną wozownię artyleryjską. 
15 stycznia 1996 roku budynek został wpisany do rejestru zabytków.
Budynek powstał w stylu historyzującym. Jego charakterystycznym elementem jest górująca nad całością masywna, czterokondygnacyjna wieża.